# Myrina sharpei
Myrina sharpei is een vlinder uit de familie van de Lycaenidae. De wetenschappelijke naam van de soort is voor het eerst geldig gepubliceerd in 1906 door Baker.